# Gunter Verjans
Gunter Verjans (ur. 6 października 1973 w Tongeren) – piłkarz belgijski grający na pozycji pomocnika.

## Kariera klubowa
Swoją karierę piłkarską Verjans rozpoczął w klubie Sint-Truidense VV. W 1991 roku awansował do kadry pierwszego zespołu. W sezonie 1991/1992 zadebiutował w jego barwach w drugiej lidze belgijskiej. W szonie 1993/1994 awansował z nim do pierwszej ligi. W Sint-Truidense grał do końca sezonu 1994/1995.
Latem 1995 roku Verjans przeszedł do Club Brugge. W sezonach 1995/1996 i 1997/1998 wywalczył z klubem z Brugii dwa tytuły mistrza Belgii. W sezonie 1995/1996 zdobył też Puchar Belgii. Jesienią 1997 był wypożyczony do Royal Antwerp FC.
W 1999 roku Verjans wrócił do Sint-Truidense. W sezonie 2004/2005 występował w austriackim SC Bregenz. W latach 2005–2007 ponownie grał w Royalu Antwerp. Z kolei w latach 2007–2010 był zawodnikiem trzecioligowego CS Visé. W 2010 roku przeszedł do czwartoligowego Spouwen-Mopertingen.
| Sezon   | Klub                | Kraj    | Rozgrywki     | Mecze | Bramki |
| ------- | ------------------- | ------- | ------------- | ----- | ------ |
| 1991/92 | Sint-Truidense VV   | Belgia  | Tweede klasse | 26    | 0      |
| 1992/93 | Sint-Truidense VV   | Belgia  | Tweede klasse | 25    | 0      |
| 1993/94 | Sint-Truidense VV   | Belgia  | Tweede klasse | 29    | 0      |
| 1994/95 | Sint-Truidense VV   | Belgia  | Eerste klasse | 32    | 5      |
| 1995/96 | Club Brugge         | Belgia  | Eerste klasse | 18    | 1      |
| 1996/97 | Club Brugge         | Belgia  | Eerste klasse | 14    | 0      |
| 1997/98 | Royal Antwerp FC    | Belgia  | Eerste klasse | 12    | 0      |
| 1997/98 | Club Brugge         | Belgia  | Eerste klasse | 4     | 0      |
| 1998/99 | Club Brugge         | Belgia  | Eerste klasse | 12    | 0      |
| 1999/00 | Sint-Truidense VV   | Belgia  | Eerste klasse | 6     | 0      |
| 2000/01 | Sint-Truidense VV   | Belgia  | Eerste klasse | 28    | 0      |
| 2001/02 | Sint-Truidense VV   | Belgia  | Eerste klasse | 26    | 2      |
| 2002/03 | Sint-Truidense VV   | Belgia  | Eerste klasse | 26    | 0      |
| 2003/04 | Sint-Truidense VV   | Belgia  | Eerste klasse | 32    | 1      |
| 2004/05 | SC Bregenz          | Austria | Bundesliga    | 24    | 0      |
| 2005/06 | Royal Antwerp FC    | Belgia  | Tweede klasse | 26    | 0      |
| 2006/07 | Royal Antwerp FC    | Belgia  | Tweede klasse | 21    | 1      |
| 2007/08 | CS Visé             | Belgia  | Derde klasse  | 25    | 0      |
| 2008/09 | CS Visé             | Belgia  | Derde klasse  | 20    | 1      |
| 2009/10 | CS Visé             | Belgia  | Derde klasse  | 22    | 1      |
| 2010/11 | Spouwen-Mopertingen | Belgia  | IV. liga      | ?     | ?      |
| 2011/12 | Spouwen-Mopertingen | Belgia  | IV. liga      | ?     | ?      |

## Kariera reprezentacyjna
W reprezentacji Belgii Verjans zadebiutował 22 kwietnia 1995 roku w wygranym 1:0 towarzyskim meczu ze Stanami Zjednoczonymi, rozegranym w Brukseli. Od 1995 do 1996 roku rozegrał w kadrze narodowej 4 mecze.
| Mecze i gole w reprezentacji | Mecze i gole w reprezentacji | Mecze i gole w reprezentacji | Mecze i gole w reprezentacji | Mecze i gole w reprezentacji | Mecze i gole w reprezentacji | Mecze i gole w reprezentacji |
| #                            | Data                         | Stadion                      | Rywal                        | Wynik                        | Gol                          | Rozgrywki                    |
| 1995                         | 1995                         | 1995                         | 1995                         | 1995                         | 1995                         | 1995                         |
| ---------------------------- | ---------------------------- | ---------------------------- | ---------------------------- | ---------------------------- | ---------------------------- | ---------------------------- |
| 1.                           | 22.04.1995                   | Bruksela, Belgia             | Stany Zjednoczone            | 1:0                          | 0                            | towarzyski                   |
| 1996                         |                              |                              |                              |                              |                              |                              |
| 2.                           | 27.03.1996                   | Bruksela, Belgia             | Francja                      | 0:2                          | 0                            | towarzyski                   |
| 3.                           | 24.04.1996                   | Bruksela, Belgia             | Rosja                        | 0:0                          | 0                            | towarzyski                   |
| 4.                           | 29.05.1996                   | Cremona, Włochy              | Włochy                       | 2:2                          | 0                            | towarzyski                   |